# Església Baptista de la Paraula Fidel

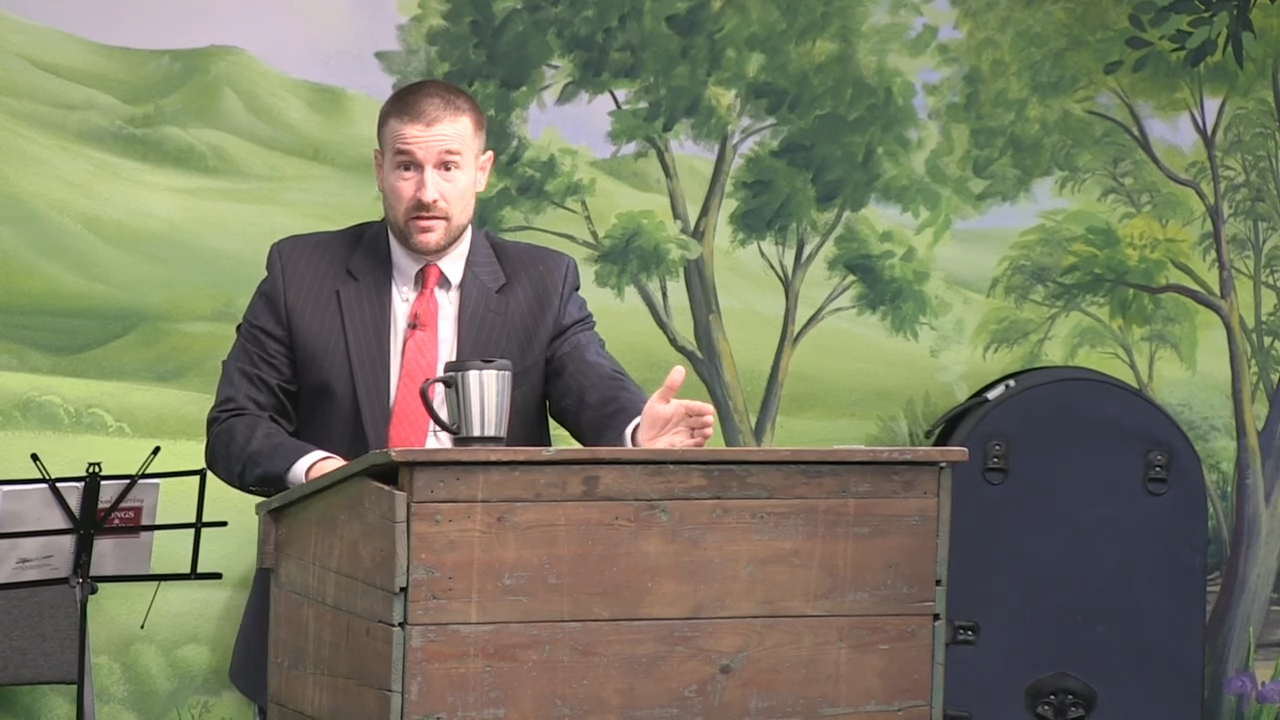
El pastor Anderson predicant.

L'Església Baptista de la Paraula Fidel (en anglès: Faithful Word Baptist Church) és una església baptista independent i fonamentalista cristiana ubicada a Tempe, Arizona, als Estats Units d'Amèrica, l'església va ser fundada pel pastor protestant Steven L. Anderson (nascut el 24 de juliol de 1981). L'església es descriu com una església baptista independent, basada únicament en la Bíblia del rey Jaume, i guanyadora d'ànimes. Els membres de l'església es reuneixen en un espai d'oficines situat en un centre comercial. El pastor Anderson va establir l'església en desembre de 2005 i segueix sent el seu pastor.

## Controvèrsia
En agost de 2009, l'església va rebre atenció nacional quan Anderson va declarar en un sermó que estava resant per demanar la mort del aleshores president Barack Hussein Obama.
El Southern Poverty Law Center (SPLC) va qualificar a l'església com un grup d'odi contra els homosexuals,citant la postura extremadament radical del seu pastor, que diu que els homosexuals, si són jutjats segons la llei de Moisés, han de ser executats.
En setembre de 2016, després que Anderson anunciés la seva intenció de viatjar a Sud-àfrica, Malusi Gigaba, el ministre de l'Interior sud-africà, va prohibir a Anderson l'entrada en el país africà. El ministre va citar la Constitució de Sud-àfrica, i va declarar a Steven L. Anderson com a persona non grata a Sud-àfrica.Al pastor Anderson se li va prohibir visitar el Regne Unit.
El 20 de setembre de 2016, Anderson va ser expulsat i deportat de Botswana. En un video de YouTube, Anderson va esmentar un viatge missioner planificat a Malawi per establir-hi una església. Després, les autoritats de Malawi van comunicar que Anderson no era benvingut al país, i se li va prohibir visitar aquella nació africana.